# Green Is the Colour
„Green Is the Colour“ je pátá skladba z třetího studiového alba anglické rockové skupiny Pink Floyd Soundtrack from the Film More, nahraného v březnu roku 1969 a vydané 27. července téhož roku. na plechovou píšťalku zde hraje Lindy Mason, manželka bubeníka skupiny Nicka Masona. Napsal ji baskytarista a zpěvák skupiny Roger Waters.

## Sestava
- David Gilmour – akustická kytara, zpěv
- Richard Wright – piáno, varhany
- Nick Mason – bicí
- Roger Waters – baskytara
- Lindy Mason – plechová píšťalka